# Ambros Wilhelmer
Ambros Wilhelmer (* 1. Dezember 1902 in Klagenfurt; † 15. August 1991 in Wien) war ein österreichischer Musikwissenschaftler, Musikpädagoge und Komponist.

## Leben und Wirken
Nach einer grundlegenden musikalischen Ausbildung in seiner Geburtsstadt studierte Ambros Wilhelmer in München und an der Wiener Musikakademie, der heutigen Universität für Musik und darstellende Kunst Wien. Zusätzlich studierte er Musikwissenschaft an der Universität Wien und promovierte bei Guido Adler im Jahr 1928 zum Doktor der Philosophie. Bis 1948 arbeitete er hauptsächlich als Komponist. Später betätigte er sich als Musikschriftsteller. Bis 1968 war Wilhelmer zudem Professor für Theorie, Klavier und Musikgeschichte am Kärntner Landeskonservatorium in Klagenfurt.

## Werke

### Monografien
- Zur Musikgeschichte Kärntens. Mit Gotbert Moro. Klagenfurt: Landesmuseum für Kärnten 1956
- Der junge Hanslick. Sein „Intermezzo“ in Klagenfurt 1850–1852. Klagenfurt: Landesmuseum für Kärnten 1959
- Sonderpostmarke Thomas Koschat, 125. Geburtstag. Wien: Österreichische Staatsdruckerei 1970

### Kompositionen
- Sonatine für drei Trompeten. Wien: Österreichischer Bundesverlag 1949
- Zwei kleine Sätze. München: Grosch 1960